# Abbazia di Frauenchiemsee
L'abbazia di Frauenchiemsee (o anche di Frauenwörth) è un'antica abbazia femminile, sita sulla Fraueninsel, isola del lago Chiemsee, in Baviera.

## Storia
L'abbazia venne fondata nel 782 dal duca di Baviera Tassilone III. Nel 788 divenne abbazia imperiale carolingia. Ludovico II il Germanico, re di Baviera, Carinzia e Boemia, pose la figlia Ermengarda come badessa. L'abbazia visse successivamente tempi terribili a causa delle incursioni degli ungari, che la distrussero più volte fra il IX ed il X secolo. Essa venne totalmente ricostruita fra il 1728 ed il 1732. Durante la secolarizzazione dei beni ecclesiastici, avvenuta in Baviera nel periodo dal 1803 al 1835, l'abbazia venne soppressa, ma la chiesa abbaziale rimase. Poiché non venne trovato alcun acquirente per gli edifici abbaziali, le suore che ci vivevano furono autorizzate a rimanervi. Nel 1836, sotto il regno di Ludovico I, re di Baviera, l'abbazia venne ricostituita a condizione che le suore benedettine che la abitavano, giustificassero la loro presenza con l'apertura di scuole. Dal 1837 esse si dedicano alla formazione ed istruzione delle giovinette. Nel 1901 il convento venne elevato al livello di abbazia.

## Edificio attuale
L'attuale edificio ha origini romaniche (XI secolo) e poggia su fondamenta del periodo carolingio. La volta della chiesa è di stile gotico (1478), mentre l'altar maggiore è di stile barocco (1694). La rete di costoloni è stata realizzata fra il 1468 ed il 1476. Tra il 1688 ed il 1702 la chiesa venne corredata di pale d'altare ancor oggi presenti. Nel 1954 furono scoperti degli affreschi romanici sulle pareti. Parte dell'attuale vestibolo risale probabilmente ancora ai tempi della badessa Ermengarda. Nel 1928 furono scoperti, sulle pareti del coro dipinti romanici risalenti al XIII secolo: cinque rappresentazioni di arcangeli sono stati portati alla luce.
Il campanile posto a nord-ovest della chiesa risale al XII secolo, mentre la "cupola a cipolla" che lo sormonta è del 1626.

### Particolarità
Altari
La chiesa, nonostante le dimensioni non particolarmente ampie, ha ben 14 altari, realizzati fra il 1688 ed il 1702 da un falegname locale, Mattias Piechlinger. La pala dell'altar maggiore, raffigurante l'apparizione di Cristo risorto alla Madre Maria, è del pittore Jacopo Amigoni e risale al 1715; la pala è fiancheggiata dalle statue dei fondatori dell'Ordine benedettino; san Benedetto e santa Scolastica.
Affreschi
Sui tre archi che sovrastano l'altare maggiore, affreschi risalenti al XII secolo raffigurano Cristo, gli angeli ed alcuni uccelli, che si ristorano alla presenza del Signore
Michaelskapelle
Nella zona del coro si trova la cappella dedicata all'Arcangelo Michele, con dipinti di angeli a grandi dimensioni
Portale
Si tratta di un'opera piuttosto antica; dotato di un timpano sul quale è rappresentato un viticcio, simbolo dell'albero della vita, risalente all'XI secolo. Ai lati colonne romaniche con teste di animali selvaggi. Di particolare interesse, il battiporta a forma di testa leonina risalente alla metà del IX secolo.

## Elenco della badesse e degli amministratori di Frauenchiemsee

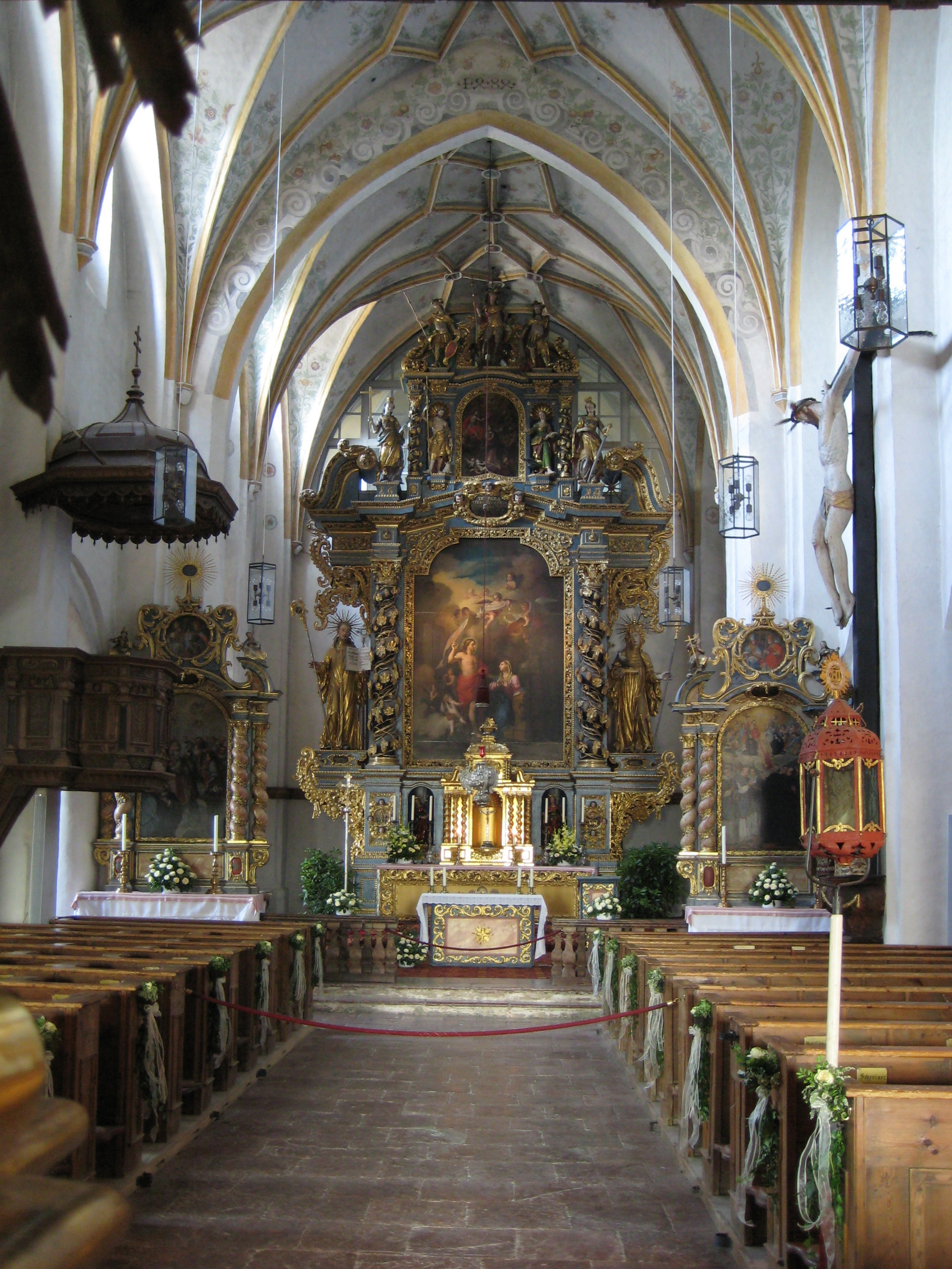
L'interno della chiesa abbaziale

Badesse
- Irmengarda I, figlia del re Ludovico il Germanico, morta il 16 luglio 866
- Herburgis, anch'ella di discendenza carolingia, morta nel 931
- Leonora d'Asburgo, morta nel 962
- Diemundis di Limburgo, morta intorno al 980
- Edvige della Scala di Perm, morta intorno al 1000
- Dazula degli Albn, morta intorno al 1021
- Regina von der Leiter, morta intorno al 1034
- Hemma von Erlach, morta intorno al 1055
- Gerburga, sorella dell'imperatore Enrico II, morta intorno al 1070
- Mathildis von Sayn, morta intorno al 1141
- Valburga di Trautmannsdorf, morta intorno al 1170
- Anna di Liebnach, morta intorno al 1174
- Margherita di Pernekh
- Agnese I di Frauenburg, morta intorno al 1230
- Adelaide di Harßkirchen
- Petrissa von der Albn, morta intorno al 1242
- Agnese II, morta intorno al 1246
- Beatrice, morta intorno al 1246
- Sofia I, morta intorno al 1253
- Hadewich II, morta intorno al 1263
- Elisabetta di Töring
- Maddalena di Thor
- Eufemia di Truchtlaching
- Herburgis, morta nel 1307
- Caterina di Sunnenberg, morta nel 1320
- Kunigunde di Schonstätt, morta il 3 novembre 1339
- Offemia von Zeisering, morta il 15 febbraio 1356
- Sofia II di Truchtlaching, morta il 24 gennaio 1386
- Elisabeth (Elsbeth) la Thorin, morta il 19 giugno 1399
- Katharina Hamperstorferin, morta il 6 gennaio 1418
- Elsbeth von Kallensperg, morta il 31 gennaio 1426
- Dorotea di Laiming, morta il 29 settembre 1449
- Barbara di Aichberg, morta il 6 luglio 1467
- Magdalena Auer zu Winkel, morta il 7 ottobre 1494
- Ursula Pfäffinger , morta il 28 ottobre 1528
- Margaretha von Bodmann, morta il 26 marzo 1555
- Anna di Closen, morta il 5 settembre 1565

Amministratori
- Benigna Preiss (1565–1569)
- Margareta Leitgeb, badessa di Niederschönfeld (1569–1575)

Badesse
- Marina Plinthamer, dimessa nel 1582
- Sabina Preyndorfer, morta il 22 gennaio 1609
- Maria Maddalena Haidenbucher, morta il 29 agosto 1650
- Anna Maria Widmann , morta il 27 maggio 1660
- Scolastica di Perfall, morta l'8 ottobre 1682
- Maria Eufrosina Ettenauer, morta il 30 settembre 1686
- Maria Abundantia Theresia von Griming, morta il 2 gennaio 1702
- Irmengard II di Scharfstedt, morta il 5 giugno 1733
- Irmengardo III. von Thann, morta il 21 aprile 1735
- Luitgarda I di Giensheim, morta il 4 aprile 1763
- Ida di Offenheim, morta il 10 settembre 1799
- Plazida Gartner, morta l'11 agosto 1801

Priori : (Priorato dal 1801 fino allo scioglimento del monastero nel 1803. Priorato anche dalla ricostituzione nel 1837 fino al 1901)
- Benedetta Aschauer (1841–1865)
- Scolastica Oppacher (1865–1884)
- Giuseppina Sedlmayer (1884–1889)
- Lioba von Hörmann (1889–1899) (vedova, figlia dell'ex presidente del governo del Palatinato Franz Alwens)
- Cäcilia Trischberger (1899–1901), ordinata badessa il 7 luglio 1901

Badesse:
- Cecilia Trischberger, morta il 17 agosto 1913
- Placida von Eichendorff (Hedwig Clara Maria Franziska Freiin von Eichendorff), nata il 24 febbraio 1860, entrata il 10 agosto 1892, professata il 28 agosto 1894, 1902 Magistra (maestra dei novizi), 1913 eletta badessa, morta il 7 agosto 1921
- Benedicta M. Fensel (Regina Fensel), nata il 20 agosto 1867, Professione 28 agosto 1894, Direttrice della scuola elementare dell'isola 12 ottobre 1921 Ordinazione badessa, morta il 2 agosto 1948
- M. Stephania Wolf, eletta il 5 agosto 1948, dimessa il 29 dicembre 1979
- Domitilla Veith, eletta il 5 gennaio 1980, dimessasi nel 2003, morta il 21 gennaio 2014 
Vacanza: la priora Benedikta Frick ha guidato il convento come amministratrice dal 2003 al 2006
- Johanna Mayer, dal 2006